# Astragalus monumentalis
Astragalus monumentalis är en ärtväxtart som beskrevs av Rupert Charles Barneby. Astragalus monumentalis ingår i släktet vedlar, och familjen ärtväxter. Inga underarter finns listade i Catalogue of Life.